# Gare de Belleville (Vendée)
Gare de Belleville (Vendée) – przystanek kolejowy w Belleville-sur-Vie, w departamencie Wandea, w regionie Kraj Loary, we Francji.
Jest przystankiem kolejowym Société nationale des chemins de fer français (SNCF), obsługiwanym przez pociągi TER Pays de la Loire.